# Carlos Maussa
Carlos Maussa est un boxeur colombien né le 24 septembre 1971 à Montería.

## Carrière
Passé professionnel en 2000, il devient champion du monde des super-légers WBA le 25 juin 2005 après sa victoire par KO au 7e round contre Vivian Harris. Il perd cette ceinture dès le combat suivant face à Ricky Hatton le 26 novembre 2005 et met un terme à sa carrière en 2007 sur un bilan de 20 victoires et 5 défaites.

## Référence
1. ↑  (en) Vivian Harris vs. Carlos Maussa (boxrec.com)